# (9761) Krautter
(9761) Krautter (1991 RR4) – planetoida z pasa głównego asteroid okrążająca Słońce w ciągu 3,4 lat w średniej odległości 2,26 j.a. Odkryta 13 września 1991 roku.